# Pyurie

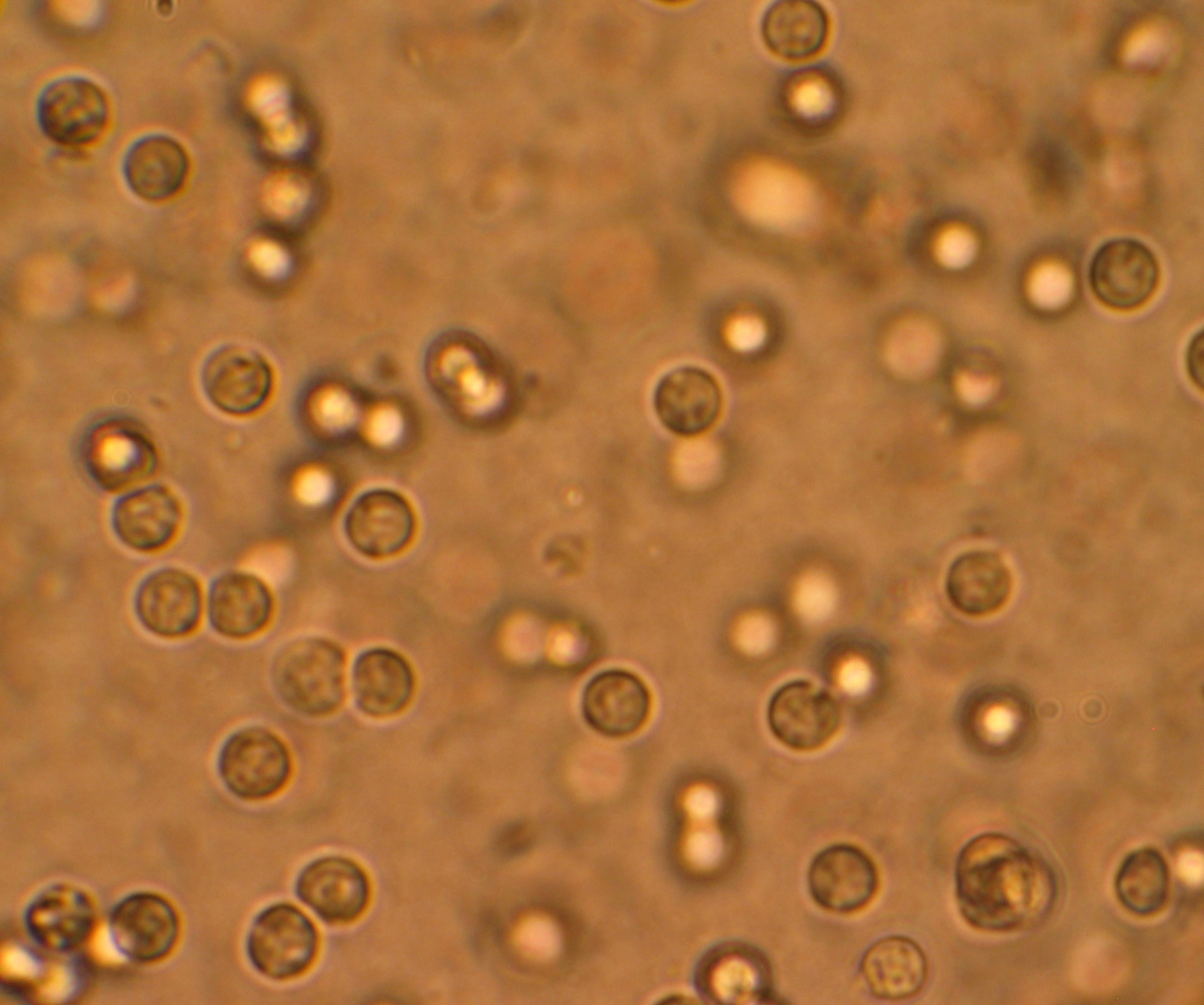
Leukozyten im Urin

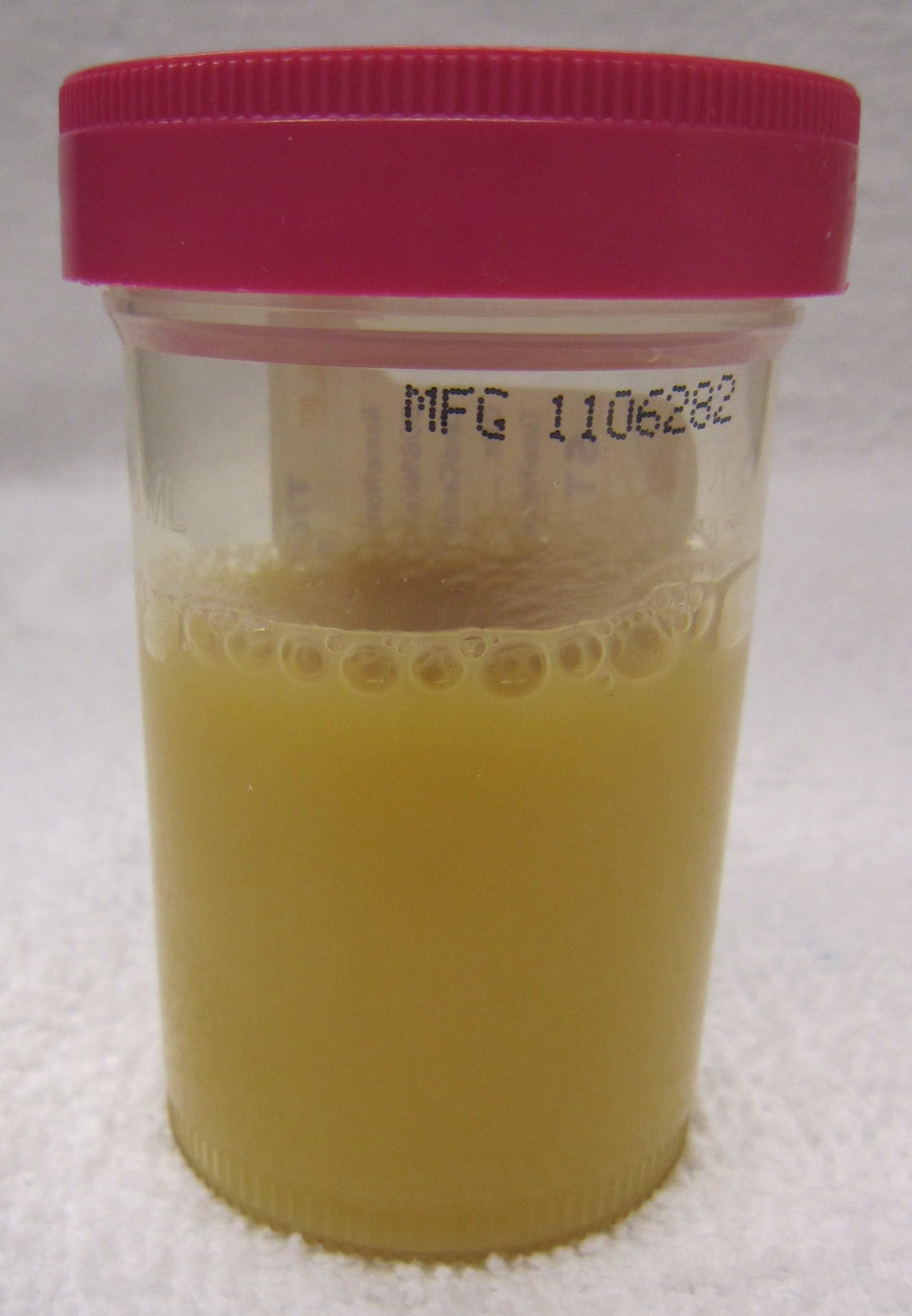
Pyurie bei Urosepsis

Als Pyurie („Eiterharnen“, von gr. πύον „Eiter“, ούρον „Harn“) wird eine mit bloßem Auge erkennbare Beimengung von Eiter im Urin bezeichnet. Typisch sind milchig-flockige Beimengungen im Urin und eine schlierige Trübung.
Mikroskopisch finden sich mindestens 10 Leukozyten pro mm³ unzentrifugierten Urin. Ursache sind meist bakterielle Infektionserkrankungen der harnableitenden Organe, also Harnwegsinfekte im weitesten Sinne. Gelegentlich können auch eitrige Entzündungen der umgebenden Organe Ursache sein, wenn eine Fistel zu den Harnwegen besteht. Eine sterile Pyurie ist ein Indiz für eine Urogenitaltuberkulose.